# Gossner Mission
Die Gossner Mission, früher Goßner-Mission und Goßner’sche Mission, ist ein unabhängiges evangelisches Missionswerk. Der Name Gossner Mission leitet sich von ihrem Gründer ab, Johannes Evangelista Goßner. Die Stiftung Gossner Mission engagiert sich heute in Indien, Nepal, Sambia, Uganda und Deutschland. Sie unterstützt und fördert gemeinsam mit Partnerkirchen und -organisationen Projekte zu Gesundheit und Dorfentwicklung, Bildungs- und Ausbildungsinitiativen und Projekte für und mit Frauen. Zudem setzt sie sich sowohl im Ausland wie auch im Inland für gerechte Teilhabe der Benachteiligten an der Gesellschaft ein. Die Arbeit der Gossner Mission wird von Freundeskreisen und Kirchengemeinden in ganz Deutschland getragen und von mehreren evangelischen Landeskirchen sowohl finanziell als auch organisatorisch unterstützt. Dazu gehören die Evangelische Kirche Berlin-Brandenburg-schlesische Oberlausitz, die Lippische Landeskirche, die Evangelisch-lutherische Landeskirche Hannovers und die Evangelische Kirche von Westfalen. Die von der Gossner Mission herausgegebene Zeitschrift „Gossner.“ erscheint dreimal im Jahr und berichtet über die Arbeit des Werkes und deren Hintergründe.

## Organisation
Seit dem 1. Januar 2006 ist die – ursprünglich als Verein altpreußischen Rechts gegründete – Gossner Mission eine Stiftung. Sie untersteht der Leitung und Kontrolle eines Kuratoriums, das sich alle sechs Jahre neu konstituiert und das 2023 aus dreizehn gewählten und fünf von unterstützenden Landeskirchen delegierten Mitgliedern sowie deren Stellvertreterinnen und Stellvertretern besteht. Ein Delegierter kommt aus der indischen Gossner Kirche (Gossner Evangelical Lutheran Church in Chotanagpur & Assam), deren Gründung auf die Arbeit der Gossner Mission in Indien zurückgeht. Vorstand im rechtlichen Sinne ist der vom Kuratorium ebenfalls im Sechs-Jahres-Rhythmus gewählte Verwaltungsausschuss. Die Geschäftsstelle der Gossner Mission hat ihren Sitz in Berlin.

## Geschichte

### Johannes Evangelista Goßner

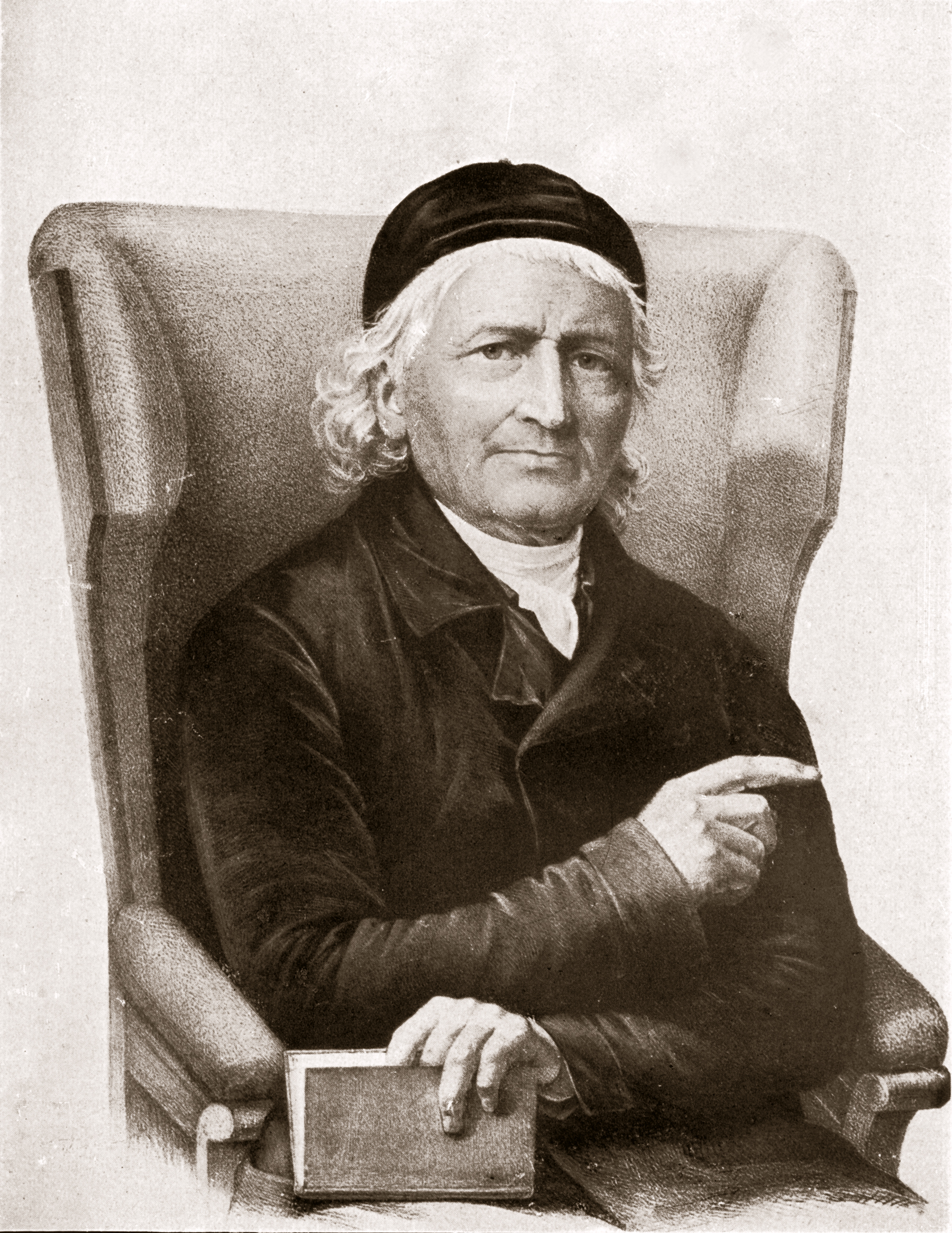
Johannes Evangelista Goßner

Gründer und Namensgeber der Gossner Mission war der deutsche Theologe Johannes Evangelista Goßner (1773–1858), der in Berlin die diakonische Arbeit mitbegründete und zugleich vor allem Handwerker zu Missionaren ausbildete. Innere und Äußere Mission gehörten für Goßner unverrückbar (wie „Zwillingsschwestern“) zusammen. So gilt Goßner als Vater eines ganzheitlichen Missionsverständnisses.
Goßner war zunächst römisch-katholischer Priester, trat aber 1826 in die Evangelische Kirche in Preußen über und wurde 1828 in deren Dienst übernommen. Da er aufgrund seines überkonfessionellen Glaubensverständnisses von kirchlichen Vertretern des Protestes und der Provokation verdächtigt wurde, fiel es ihm zunächst schwer, eine Anstellung als evangelischer Pastor zu finden. Im Jahr 1829 bekam er eine Stelle als Prediger an der Berliner Bethlehemskirche, die er bis 1846 innehatte. Mit dieser Anstellung ging auch die Einberufung in das Komitee der „Gesellschaft zur Beförderung der Evangelischen Missionen unter den Heiden“ (heute: Berliner Missionswerk) als Nachfolger dessen Gründers Johannes Jaenicke einher. Dort plädierte Goßner immer wieder für die – damals ungewöhnliche – Idee der Integration von Kirche und Mission, also für den Gedanken, dass die Kirche sich selber der Mission annehmen müsse, anstatt die Ausbildung und Entsendung von Missionaren spezifischen Vereinen zu überlassen. Um seinen Ideen und Forderungen Ausdruck verleihen und sie verbreiten zu können, gründete Goßner 1834 die Zeitschrift „Die Biene auf dem Missionsfelde“, mit der er für die „Äußere Mission“ warb, während er selber sich mit der Gründung von Krankenpflege- und Krankenbesuchsvereinen in der „Inneren Mission“ engagierte. Da er sich aber mit seinen Anliegen im Komitee der Berliner Mission kein Gehör verschaffen konnte, trat er 1836 aus diesem aus.
Aus den Krankenbesuchsvereinen entwickelte sich das Elisabethkrankenhaus (heute Evangelische Elisabeth Klinik). Außerdem gründete und leitete Goßner sieben „Kinderbewahranstalten“ für Straßenkinder in Berlin. 1836 traten sechs Handwerker an Goßner mit dem Anliegen heran, in die Mission gesandt zu werden. Goßner brachte sie in Berliner Handwerksbetrieben unter und unterrichtete sie auch selbst. Die zeitliche Nähe der Gründung des Krankenhauses und der Beginn der missionarischen Zurüstung entsprachen Goßners Vorstellung einer „ganzheitlicher Mission“.

### Gründung
Diese beiden zeitlich zusammenfallenden und von Goßner ursprünglich nicht geplanten Gründungen waren die Grundsteine für sein Werk. Er bildete selbst Missionare aus, die sich einerseits der Verkündigung des Evangeliums widmen und anderseits den Menschen vor Ort in ihren Nöten beistehen sollten. Ihren Lebensunterhalt sollten sich die Missionare selbst verdienen.
Am 9. Juli 1837 wurden die ersten elf Missionare dieser Goßnerschen Mission eingesegnet und nach Australien ausgesandt. Es folgten Aussendungen nach Indien, den USA, Guatemala und Neuseeland. Nur wenige Missionare entsandte Goßner nach Afrika. Kontinuierlich von Goßner begleitete Missionsarbeit sich jedoch nur im Nordosten Indiens, wo Goßnersche Missionare bei den einheimischen Adivasi, der indigenen Bevölkerung, freundlich aufgenommen wurden. Das lag auch daran, dass sie sich nicht nur auf Verkündigung und Mission beschränkten, sondern sich für die Rechte der Adivasi und die Bewahrung ihrer Kultur einsetzten. 1842 wurde die Entsendung der Missionare durch die Anerkennung des Statuts für den „Evangelischen Missionsverein zur Ausbreitung des Christentums unter den Eingeborenen der Heidenländer“ auch rechtlich abgesichert.
Nach Goßners Tod 1858 wurde ein Kuratorium zur Leitung des Werkes eingesetzt. Jedoch konnte ein äußeres Aufblühen der Missionsarbeit in Indien nicht über die Probleme hinwegtäuschen, die aus Goßners unorganisiertem Vorgehen und seiner überkonfessionellen Geisteshaltung entstanden waren. Ein „Organisationsstatut“ (1868) sollte offene Fragen und die Begrenzung der jeweiligen Arbeitsbereiche klären. Es stieß jedoch insbesondere bei den Missionaren in Indien auf Widerstand und als Folge der Auseinandersetzungen schloss sich ein Großteil der Gossner-Missionare in Indien gemeinsam mit mindestens 3000 Adivasi-Christen und fast aller einheimischen Katechisten der anglikanischen Mission („Society for the Propagation of the Gospel in Foreign Parts“) an.

## Arbeitsgebiete

### Indien – Die evangelisch-lutherische Gossner Kirche
Indien stellte sich schon früh als geeignetes Missionsgebiet für die Gossner Mission heraus. Die dort ansässigen Adivasi waren im 19. Jahrhundert nach anfänglicher Zurückhaltung vielfach dankbar für die Unterstützung, die sie durch die Gossner-Missionare gegen Unterdrückung und Ausgrenzung erfuhren. Tausende nahmen den christlichen Glauben an. Im Nordosten Indiens entwickelten sich auf diese Weise christliche Gemeinden auf der Hochebene von Chotanagpur (die in im heutigen Bundesstaat Jharkhand und in Teilen von Chhattisgarh, Bihar, Odisha und Westbengalen liegt) und in Assam, wohin die Adivasi als Teepflücker angeworben wurden. Der Erste Weltkrieg, im Zuge dessen die deutschen Missionare von der britischen Kolonialmacht aus Indien ausgewiesen wurden, hatte einer der ersten Gründungen einer eigenständigen Kirche auf einem neuzeitlichen Missionsfeld zur Folge: Am 10. Juli 1919 konstituierte sich die Gossner Evangelical Lutheran Church in Chotanagpur and Assam (GELC), die jedoch in den darauf folgenden Jahren durch die zurückkehrenden Missionare zunächst wieder an Eigenständigkeit verlor. Die Gossner Mission stimmte der Unabhängigkeit zu, wenn auch nicht ohne Sorge, und war damit die erste evangelische Missionsorganisation, die ein Missionsgebiet in die Unabhängigkeit entließ.
Die 4. Weltmissionskonferenz (1947 in der kanadischen Kleinstadt Whitby) regte an, Mission künftig unter dem Schlagwort „Partnerschaft“ zu betrachten und zu betreiben. Dieses sowie der Zweite Weltkrieg und seine Folgen führten dazu, dass die Gossner Mission zum 50. Jahr der Unabhängigkeit ein Moratorium ausrief und die die deutschen Mitarbeiter aus der indischen Kirche abzog.
Heute bestehen engste partnerschaftliche Beziehungen zwischen der Gossner Mission und der Gossner Kirche, die sich im Wesentlichen durch die finanzielle Unterstützung besonderer Entwicklungsprojekte und wechselseitige Besuchsprogramme auszeichnet. Der Schwerpunkt liegt dabei weiterhin in Bildungs-, Gesundheits- und Entwicklungsarbeit unter den Adivasi und dem Engagement für gesellschaftliche, politische und kulturelle Freiheit der indigenen Völker. Zudem gibt es seit einiger Zeit den Austausch von Freiwilligen; junge Menschen aus Deutschland gehen für ein Jahr (organisiert vom Verein Deutsch-Indische Zusammenarbeit) nach Indien und umgekehrt kommen Freiwillige aus Indien für ein Jahr nach Deutschland, organisiert von Kooperationspartnern, darunter das Berliner Missionswerk.

### Nepal
Die Gossner Mission engagiert sich seit 1968 in Nepal und ist Mitglied der seit den 1950er Jahren die Situation im Land mitprägenden United Mission to Nepal (UMN). Sie unterstützt Projekte in Gesundheit, ländlicher Entwicklung und Bildung und engagiert sich im Kampf gegen Hunger und Armut. Zurzeit finanziert die Gossner Mission unter anderem ein Bildungsprojekt in der extrem armen Bergregion von Mugu im Nordwesten Nepals. Im Distrikt Rukum West unterstützt die Gossner Mission das von der Trägergesellschaft Human Development and Community Services (HDCS) unterhaltene Missionshospital Chaurjahari. Es bietet in einer der armen und entlegenen Landregionen Nepals medizinische Hilfe und mobile Gesundheitseinsätze an.

### Sambia
Seit 1969 engagiert sich die Gossner Mission in Sambia. Sie rief das Gwembe South Development Project, ein Landwirtschaftsprojekt, ins Leben. Dieses ging auf eine Hilfsanfrage des damaligen Präsidenten der Republik Sambia, Kenneth Kaunda, zurück. Das Projekt entwickelte sich ab 1998 zu einer eigenständigen sambischen Organisation (heute Kaluli Development Foundation), die bis heute durch eine enge Partnerschaft mit der Gossner Mission verbunden ist. Mit der United Church of Zambia (UCZ), die sich derzeit bemüht, ihr Engagement im Bereich der Gemeinde- und Gesellschaftsdiakonie auszubauen, besteht eine ebenfalls eine Partnerschaft. Die Arbeit der Gossner Mission in Sambia wird durch ein Verbindungsbüro in Lusaka koordiniert. Zu den Aufgaben der dortigen Mitarbeiter gehört neben Kontaktvermittlung, Freiwilligen- und Projektbetreuung auch die Leitung des Gossner-Gästehauses in Lusaka. Die Gossner Mission engagiert sich zurzeit vor allem in verschiedenen Projekten zur Frauenförderung: zum Beispiel mit der UCZ durch den Aufbau von Selbsthilfegruppen für Frauen.

### Uganda
Seit 2016 ist Uganda ein weiterer Arbeitsbereich der Gossner Mission. Vermittelt durch den Evangelisch-Lutherischen Kirchenkreis Norden, engagiert sich die Gossner Mission im Norden des Landes in den Diözesen Northern Uganda und Kitgum der anglikanisch geprägten Church of Uganda. Zu den ersten Projekten gehörte der Aufbau eines Kindergartens in Agung.

### Deutschland

#### Die Zeit des Nationalsozialismus
Schon zu Beginn des sogenannten Dritten Reiches hatte es Streit mit der Kirchenleitung gegeben. Die Gossner Mission hatte 1933 eine Kirchenfahne angeschafft und hisste sie zu nationalen Feiertagen, wie Hitlers Geburtstag. 1934 beschloss die Leitung der Deutschen Evangelischen Kirche (DEK), dass nun statt der Kirchenfahnen Hakenkreuzfahnen gehisst werden sollten. Die Gossner Mission ließ keine Fahne mehr wehen. Gossner Missionsinspektor Hans Lokies warf der DEK vor, den „Kampf gegen die völkisch-religiösen Strömungen“ nicht zu führen.
Das Missionshaus der Gossner Mission in der Handjerystraße 20 im Berliner Ortsteil Friedenau wurde immer stärker der Treffpunkt der Bekennenden Kirche im ganzen Bezirk Schöneberg und auch von Christinnen und Christen jüdischer Herkunft. Hier war persönlicher Austausch möglich, ohne ein möglicherweise überwachtes Telefon. Hans Lokies: „In diesem Kirchsaal fanden die Gedemütigten und Erniedrigten jener Zeit ihre Zuflucht: unsere christlichen Schwestern und Brüder aus Israel. Nach und nach wurden ihnen alle Gemeindehäuser und Kirchen verschlossen. Wo sollten sie anders bleiben als im Missionshause? […] Niemand, dem es damals geschenkt wurde, zwischen einem ‚besternten‘ Bruder und einer ‚besternten‘ Schwester am Altar zu knien und das heilige Abendmahl zu empfangen, wird es jemals in seinem Leben vergessen.“ (aus: Hans Lokies, Die Geschichte des Gossner-Hauses in Berlin-Friedenau, Unveröffentlichtes Manuskript, S. 10).

#### Gossner Mission in der DDR
Gossner Ost bemühte sich von 1945 an, Kirche im Sozialismus zu sein und zu gestalten und ein „situationsspezifisches Zeugnis“ zu geben (Bruno Schottstädt). Sie befand sich in einer schwierigen Lage. Die Gemeindeglieder waren vielfach konservativ und gegen den Sozialismus eingestellt, dem neuen Staat waren die Kirchen suspekt. Die Gossner Mission versuchte ab 1948 mit gestifteten Wohnwagen kirchliches Leben zu ermöglichen. Dort, wo – wie im Oderbruch – kirchliche Strukturen und Gebäude zerstört waren oder – wie in städtischen Neubaugebieten, beispielsweise in Eisenhüttenstadt – kirchliche Räume gar nicht mehr geplant und gebaut wurden. In Team-Pfarrämtern versuchte die Gossner Mission ab 1958, eine engere Beziehung zu Kirchenfernen zu ermöglichen: Während einige im Team als Gemeindehelfer Gottesdienste und Bibelkreise organisierten und Hausbesuche machten, arbeiteten andere in Industriebetrieben (wie dem Kombinat Schwarze Pumpe oder im Großkraftwerk Lübbenau) und finanzierten so das Team und die Arbeit, z. B. in Halle-Neustadt oder Berlin-Grünau. Ein wichtiger Treffpunkt von Gossner Ost war der Keller in der Göhrener Straße 11 in Berliner Ortsteil Prenzlauer Berg.

#### Das Mainzer Seminar für kirchlichen Dienst in der Industriegesellschaft
Nach der Synode der EKD in Espelkamp 1955, auf der Horst Symanowski sein Konzept für ein Zentrum der Begegnung von Kirche und Arbeitswelt vorstellen konnte, wurde im Goßner-Haus in Mainz ein Halbjahresseminar für Pfarrer in der Industriegesellschaft begonnen. Später kamen noch sog. „Industriepraktika“ für Studentinnen und Studenten hinzu. Neben diesen Seminaren und Praktika beteiligte sich die Gossner Mission in Mainz zu Beginn der achtziger Jahre aktiv in der damaligen Friedensbewegung und in der Arbeit mit Migranten und Migrantinnen und arbeitslosen Jugendlichen. Das Seminar für kirchlichen Dienst in der Industriegesellschaft wurde im Jahr 2001 in die Verantwortung der Evangelischen Kirche in Hessen und Nassau überführt. Heute arbeitet der Ausschuss „Gossner in Deutschland“ an Fragen der Transformation von Kirche und Gesellschaft und vermittelt diese Fragen den ausländischen Gästen der Gossner Mission in Kurzpraktika.

## Belege
1. ↑  Von Johannes E. Goßner geprägt. Abgerufen am 14. April 2023.
2. ↑  Weltweite Community. Abgerufen am 14. April 2023.
3. ↑  Uta Motschmann: Gesellschaft zur Beförderung der Evangelischen Missionen unter den Heiden. In: Uta Motschmann (Hrsg.): Handbuch der Berliner Vereine und Gesellschaften 1786-1815. De Gruyter, Berlin/München/Boston 2015, S. 255.
4. ↑  Artur Bogner: Zur Entwicklung der Berliner Mission als Bürokratisierungsprozess. In: Artur Bogner/Bernd Holtwick/Hartmann Tyrell (Hrsg.): Weltmission und religiöse Organisationen. Protestantische Missionsgesellschaften im 19. und 20. Jahrhundert. Ergon, Würzburg 2004, S. 323 ff.
5. ↑  Walter Holsten: Johannes Evangelista Goßner. Glaube und Gemeinde. Vandenhoeck & Ruprecht, Göttingen 1949, S. 59 ff.
6. 1 2  Joseph Bara: Gossner and the Tribal Society of Chotanagpur (East India): A few Thoughts on the Occasion of Gossners 150th Anniversary. In: Ulrich Schöntube (Hrsg.): Zwischen Wort und Tat. Beiträge zum 150. Todestag von Johannes Evangelista Goßner. Erlanger Verlag für Mission und Ökumene, Neuendettelsau 2009, S. 88 f.
7. ↑  Bernhard Maier: Die Bekehrung der Welt. Eine Geschichte der christlichen Mission in der Neuzeit. C.H. Beck, München 2021, S. 286 f.
8. ↑  Christ Saban Royan Topno: Nathanael Tuyu. Der erste Mundapastor. In: Ulrich Schöntube/Oda-Gebbine Holze-Stäblein (Hrsg.): Herzenssache Mission. 175 Jahre Missionsgeschichte - Die Gossner Mission in Porträts. Erlanger Verlag für Mission und Ökumene, Neuendettelsau 2011, S. 90.
9. ↑  Hans Lokies: Die Gossner-Kirche in Indien. Durch Wachstumskrisen zur Mündigkeit. 1. Auflage. Lettner-Verlag, Berlin 1969, S. 69 ff.
10. ↑  Freiwilligendienste, auf diz-ev.de, abgerufen am 15. August 2023
11. ↑  Weltwärts: Die Perspektive wechseln. Abgerufen am 14. April 2023.
12. ↑  United Mission to Nepal. In: United Mission to Nepal. Abgerufen am 13. April 2023.
13. ↑  Siegwart Kriebel: Gustav-Adolf Krapf. "Ziehvater" in Sambia. In: Ulrich Schöntube/Oda-Gebbine Holze-Stäblein (Hrsg.): Herzenssache Mission. 175 Jahre Missionsgeschichte - Die Gossner Mission in Porträts. Erlanger Verlag für Mission und Ökumene, Neuendettelsau 2011, S. 239 f.
14. ↑  Kirchenkreis-Partnerschaft Uganda. Abgerufen am 14. April 2023.
15. ↑  Das ehemalige Missionshaus wurde im Frühjahr 2002 abgerissen. Auf dem Grundstück wurden zwei Mietshäuser errichtet.
16. ↑  Kirchliches Archivzentrum Berlin/Geschichte des Missionshauses. Abgerufen am 11. August 2023.
17. ↑  Stephan Wippermann-Lins: Sendung oder Sammlung?: Gossner Mission und Volkskirche in der DDR. Gilles und Francke, Duisburg 1997.
18. ↑  Christa Springe: Horst Symanowski: "Mit Glauben musst du bauen!" In: Ulrich Schöntube/Oda-Gebbine Holze-Stäblein (Hrsg.): Herzenssache Mission. 175 Jahre Missionsgeschichte - Die Gossner Mission in Porträts. Erlanger Verlag für Mission und Ökumene, Neuendettelsau 2011, S. 129 ff.